# Гидрофосфат аммония
Гидрофосфат аммония (диаммонийфосфат, диаммофос) — водорастворимая соль, образующаяся при взаимодействии аммиака и фосфорной кислоты. Химическая формула (NH4)2HPO4.
Применяется как сложное (комплексное) концентрированное фосфорно-азотное удобрение и как огнезащитное средство. При внесении в почву повышает её pH (увеличение основности), но через длительный период начинает уменьшать pH (увеличение кислотности) почвы за счёт окисления аммония (NH4+) в азот.
Диаммонийфосфат также добавляется в некоторые сорта сигарет.